# Neuer Nekrolog der Deutschen
Der Neue Nekrolog der Deutschen ist ein biographisches Nachschlagewerk mit Nachrufen (Nekrologen) auf verstorbene Deutsche, das von 1824 bis 1854 in 30 Bänden und 3 Registerbänden erschien.
Der Nekrolog ist eine Fortsetzung des Nekrologs von Friedrich von Schlichtegroll, der von 1791 bis 1806 erschien. Herausgeber war Friedrich August Schmidt, das Werk erschien im Verlag von Bernhard Friedrich Voigt, zunächst in Ilmenau, ab 1835 in Weimar.
Nachfolger war das Werk Biographisches Jahrbuch und deutscher Nekrolog von Anton Bettelheim, das von 1897 bis 1917 erschien und die Toten der Jahre 1896 bis 1913 behandelt.